# Gymnogramma caudata
Gymnogramma caudata là một loài dương xỉ trong họ Pteridaceae. Loài này được Presl ex Ettingsh. mô tả khoa học đầu tiên năm 1865.
Danh pháp khoa học của loài này chưa được làm sáng tỏ. 